# Vol USAir 5050
Le 20 septembre 1989, à 23 h 21, un Boeing 737-400 effectuant le vol USAir 5050, un vol intérieur régulier a destination de l'aéroport international Charlotte-Douglas, en Caroline du Nord, s'est écrasé lors de son décollage de l'aéroport de LaGuardia, à New York. 
Alors que l'avion s'apprête à décoller de la piste 31 de l'aéroport de LaGuardia, l'avion a brusquement dévié vers la gauche de la piste. Les pilotes ont tenté d'interrompre le décollage, mais n'ont pas pu arrêter l'avion avant l'extrémité de la piste. Ce dernier a alors continué au-delà de la fin de la piste et a plongé dans les eaux de Bowery Bay (en). Sur les 63 personnes à bords, deux passagers ont péri et 21 autres personnes ont été blessés.

## Contexte

### Avion

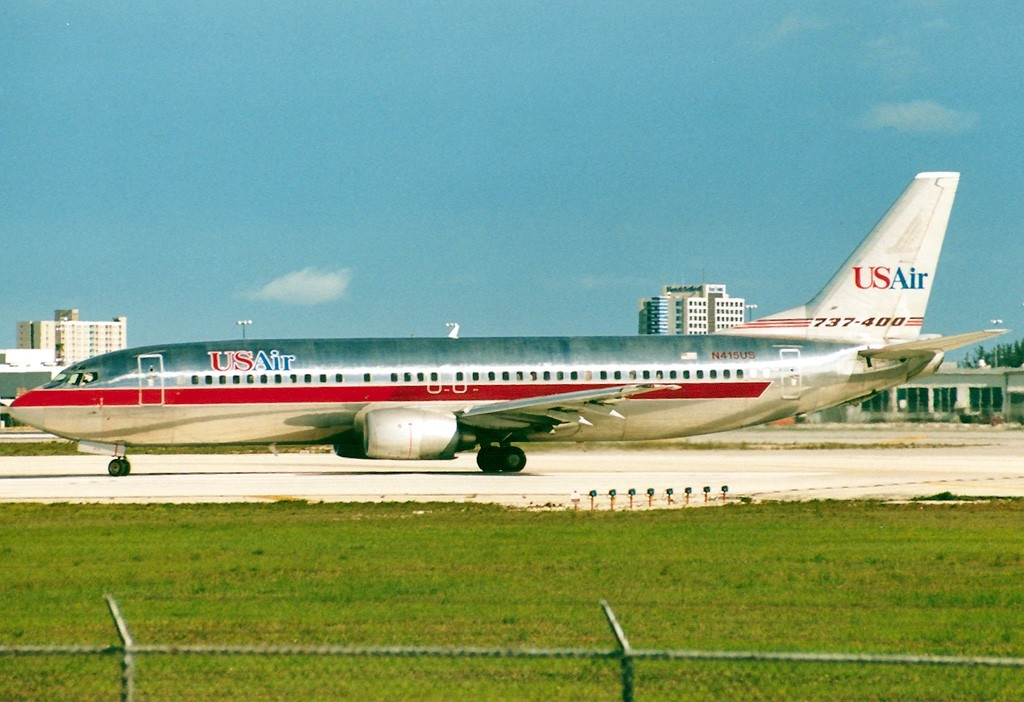
Un Boeing 737-401 d'USAir, semblable à celui impliqué dans l'accident.

L'appareil impliqué est un Boeing 737-401 immatriculé N416US (numéro de série 23884/1643). Il a été initialement livré à Piedmont Airlines le 23 décembre 1988 et a été transféré dans la flotte d'USAir lors de l'acquisition de la compagnie en 1989. 
Au moment de l'accident, ce biréacteur court/moyen-courrier, équipé de deux moteurs CFM International CFM56-3B2, cumule 2 235 heures de vol et 1 730 cycles (décollage/atterrissage) ; il était également peint dans une livrée de transition Piedmont-USAir.

### Équipage
Le commandant de bord du vol 5050 était Michael Martin (36 ans), qui a commencé sa carrière comme pilote sur Lockheed C-130 Hercules, pour le compte de l'U.S. Air Force ; il détenait toujours le grade de major, en tant que réserviste de l'U.S. Air Force, au moment de l'accident. Il a été embauché par Piedmont Airlines en 1984 et a travaillé comme mécanicien navigant sur Boeing 727 pendant un an, avant de passer sur le Boeing 737. Sa formation en tant que commandant de bord a été interrompue deux fois, une fois en raison d'un déploiement de réserve de l'U.S. Air Force et une autre fois en raison d'un problème médical. Il cumulé un total de 2 625 heures de vol sur Boeing 737, dont 140 heures en tant que commandant de bord sur 737-400.
Le copilote sur ce vol, Constantine Kleissas (29 ans), a été embauché par Piedmont Airlines trois mois avant l'accident. Le vol 5050 était son premier décollage à bord d'un 737 sans la supervision d'un instructeur de vol.
Aucun des deux pilotes n'avait reçu de formation formelle concernant la gestion des ressources de l'équipage. Le commandant de bord n'a pas discuté des procédures d'urgence, comme les décollages interrompus, avec le copilote avant le départ, malgré la présence de conditions météorologiques telles que l'obscurité, une faible visibilité et une piste détrempée.

## Accident
Le vol 5050 était un vol non programmé, opéré par USAir, de l'aéroport de LaGuardia (LGA) à l'aéroport international Charlotte-Douglas (CLT), en Caroline du Nord, afin de remplacer le vol 1846, un vol régulier reliant l'aéroport international Thurgood Marshall de Baltimore-Washington (BWI) à l'aéroport international de Norfolk, avec une escale prévue à LGA, mais qui a été annulé en raison des conditions météorologiques et de nombreux retards liés à l'intense trafic aérien sur cet aéroport.

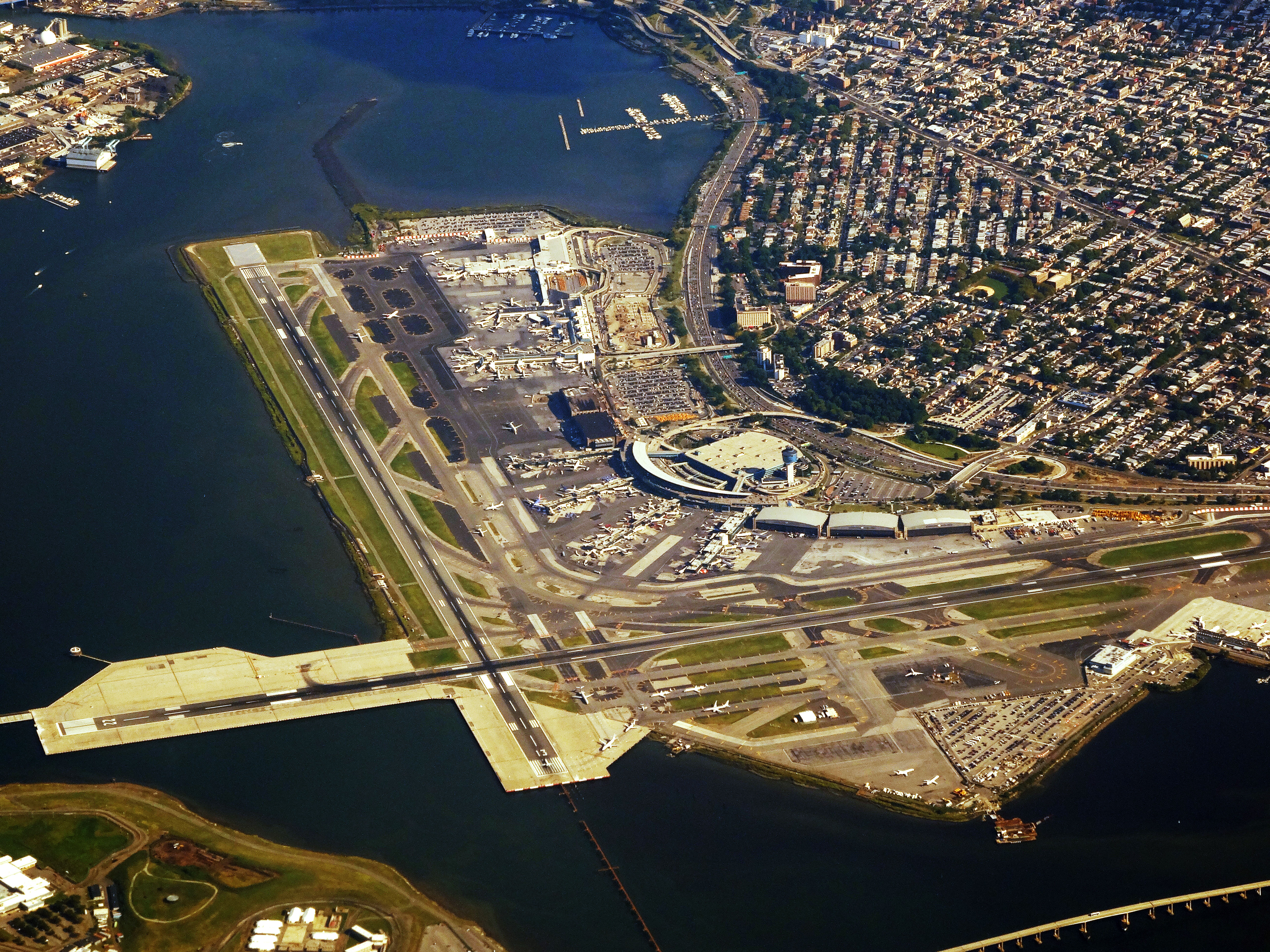
Prise de vue aérienne de l'aéroport de LaGuardia. Le vol 5050 est sorti de la piste 31 et a fini sa course dans la, visible au bas de la photo.

Le vol 5050 a été autorisé à 23 h 20, par le contrôle aérien (ATC) de LGA, pour le décollage depuis la piste 31, une piste longue de 7 000 pieds (2 100 m), qui se termine par une jetée en bois surplombant les eaux de Bowery Bay (en). 
Alors que le copilote entame la phase de décollage sur la piste 31, l'avion commence à dériver vers la gauche. Le commandant de bord a tenté de corriger cette dérive à l'aide du palonnier du train avant (qui sert à faire tourner le train d'atterrissage avant pour diriger l'appareil au sol). 
Quelques instants plus tard, ils ont entendu une forte détonation, très probablement dû à l'air qui s'échappait du pneu avant gauche alors qu'il se détachait de la roue avant, endommagé par une mauvaise utilisation par le commandant du palonnier de roue avant.
Le commandant de bord a ensuite repris les commandes au copilote et a interrompu le décollage, en ramenant les manettes des gaz au ralenti et en appliquant l'inversion de poussée des moteurs, mais il n'a pas pu arrêter l'avion avant qu'il ne sorte de l'extrémité de la piste. L'avion s'est écrasé sur la jetée en bois servant pour le balisage d'approche, qui s'est effondrée dans l'East River, provoquant la rupture du fuselage de l'appareil en trois tronçons.

### Évacuation
Toutes les issues de secours, à l'exception des portes L1 et L2, ont été utilisées pour l'évacuation. L'agent de bord principal, Wayne Reed, n'a pas pu ouvrir la porte L1. La porte L2 a été d'abord ouverte, puis fermée par l'hôtesse Kelly Donovan lorsque de l'eau a commencé à entrée dans la cabine. L'agent de bord Susan Harelson a déployé le toboggan d'évacuation de la porte R1 ; le toboggan de la porte R2 a été désarmé avant l'ouverture de la porte, car l'agent de bord Jolynn Galmish pensait que le toboggan flotterait vers le haut et bloquerait la sortie. Les quatre issues de secours au-dessus des ailes ont été également utilisées, avec succès, pour l'évacuation.
Les derniers passagers, coincés au niveau des sièges 21F et 22A, ont été extraits de l'avion environ 90 minutes après l'accident.
Deux des 57 passagers, qui étaient assis dans les sièges 21A et 21B, ont été tués en raison de l'effondrement massif du plancher de la cabine ; les quinze autres passagers, ainsi que les six membres d'équipage, ont été blessés, dont un grièvement.

## Enquête
Au cours de son enquête, le Conseil national de la sécurité des transports (NTSB) a découvert de nombreux « problèmes de coordination de l'équipage », qui ont eu une incidence sur l'issue finale du vol 5050 :
- L'omission du commandant de bord de fournir un briefing approfondi ou un briefing d'urgence avant les décollages à BWI et LGA ou à tout moment au cours des 9 heures que les membres de l'équipage ont passées ensemble avant l'accident.
- La décision du commandant de bord d'exécuter le décollage à LGA avec le freinage automatique désengagé, sur une piste humide et courte, contrairement aux recommandations de la compagnie aérienne et du constructeur de l'avion.
- L'incapacité de l'équipage à détecter le mauvais réglage du compensateur de la gouverne de direction, en réponse aux listes de vérification avant le décollage.
- L'incapacité de l'équipage à détecter un réglage incorrect du compensateur de direction, au moyen du déplacement de la pédale de direction, pendant le roulage et l'attente avant le décollage.
- L'incapacité de l'avion à se maintenir sur la voie de circulation GOLF GOLF pendant le roulage, tel que demandé par l'ATC (cette erreur, bien qu'il s'agisse d'une violation évidente des règles de sécurité aériennes, n'a eu aucun effet sur la séquence de l'accident).
- Le copilote n'a pas appuyé sur le bon bouton pour engager l'automanette au début du décollage. Il a ensuite avancé manuellement les manettes des gaz ; le retard qui en a résulté et la poussée réglée sur le moteur gauche, légèrement plus basse que celle du moteur droit, ont allongé la course de l'avion au sol et aggravé le problème de contrôle directionnel.
- L'incapacité du commandant de bord, pendant la course au décollage, à prendre le contrôle de l'avion et à le retransférer au copilote de manière fluide et professionnelle, ce qui a entraîné une confusion quant à savoir qui était aux commandes. En raison d'une mauvaise communication entre les deux pilotes, ils ont d'abord tenté de « maintenir le contrôle directionnel », mais aucun des deux n'était pleinement aux commandes par la suite au cours du décollage, ce qui a aggravé les difficultés liées au contrôle directionnel.
- Le commandant de bord n'a pas annoncé la vitesse et n'a pas consulté la vitesse de l'avion avant d'interrompre le décollage. La vitesse de décollage (V1) calculée était de 125 nœuds (232 km/h) et le commandant de bord a commencé à interrompre le décollage à 130 nœuds (240 km/h).
- L'omission du commandant de bord d'annoncer la décision d'annuler le décollage en utilisant la terminologie standard, ce qui a entraîné une confusion chez le copilote quant à la mesure qui était prise.
- Le commandant de bord n'a pas exécuté la procédure de décollage interrompu (RTO) de manière rapide et agressive. Après l'avoir lancée, le commandant de bord a utilisé le freinage différentiel pour diriger l'avion au sol. Cela a retardé l'obtention d'un freinage efficace jusqu'à 5½ secondes après l'interruption du décollage. Le freinage pendant la RTO était inférieur au freinage maximal réalisable sur une piste mouillée ; l'avion aurait pu être arrêté sur la piste si le freinage avait été à son maximum dès le début de la manœuvre.

### Mauvais réglage de la gouverne
L'analyse de l'enregistreur de paramètres (FDR) a révélé que le compensateur de la gouverne de direction s'était déplacé jusqu'à la limite extrême à gauche, alors que l'avion était stationné à la porte d'embarquement. Comme l'alimentation du FDR était coupée, alors que l'avion était stationné au sol, le NTSB n'a pas pu déterminer ce qui avait provoqué le déplacement du compensateur de direction jusqu'à cette limite extrême. 
On a supposé que quelqu'un assis sur le siège de secours (qui est situé directement derrière le socle de commande) avait posé ses pieds dessus et avait actionné par inadvertance le bouton de compensation. Ce bouton avait une partie plate et droite en saillie. À la suite de cet événement, tous les 737 ont été équipés d'un bouton de compensation de direction arrondi - et d'une arête plus haute autour de la partie arrière du socle dans le but d'éviter un événement similaire. 
Ce mauvais réglage de la gouverne de direction aurait dû être découvert lors de la lecture de la liste de contrôle avant le décollage, mais les pilotes n'ont pas réussi à s'assurer que la gouverne de direction était en position zéro (neutre) à ce moment-là. Le commandant de bord n'a pas non plus détecté que les pédales du gouvernail étaient déplacées de manière inégale de 4,25 pouces (108 mm) et que la direction du train avant était tournée de 4° vers la gauche, pendant le roulage depuis la porte jusqu'à la position de décollage sur la piste 31.

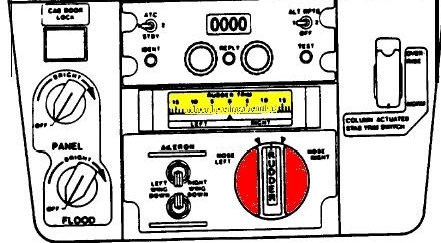
Schéma représentant la console centrale du 737-400, située entre les sièges des pilotes, avec la commande de compensation de la gouverne de direction (en rouge) et l'indicateur de position du compensateur de la gouverne de direction (en jaune).

Lorsque le compensateur de direction est centré à 0°, comme requis pour le décollage, les pédales de direction seraient adaptées de manière que les jambes du commandant soient étendues de manière équivalente, pour chaque pédale, et la direction du train avant de l'avion ne continuerait pas d'essayer de tourner l'avion vers la gauche, pendant les opérations de roulage (voir graphique).
Le NTSB n'a pas pu comprendre pourquoi le commandant de bord n'avait pas détecté le mauvais réglage de cette gouverne (comme en témoignent le déplacement anormal des pédales de la gouverne et la tendance de l'avion à essayer de tourner à gauche), pendant que le 737 roulait jusqu'au seuil de la piste 31.

### Rapport final
Le rapport final du NTSB a déterminé que la cause probable de l'accident du vol 5050 est le fait que le commandant de bord n'a pas exercé son rôle au moment opportun pour interrompre ou poursuivre le décollage, qui a été initié avec un mauvaise configuration de la gouverne de direction, qui a induit un mouvement de lacet à gauche, menant à la sortie de piste de l'appareil.
L'autre cause majeure de cet accident est l'incapacité du commandant de bord à détecter et à corriger le mauvais réglage de la gouverne de direction avant de tenter un décollage.
Les problèmes de sécurité évoqués dans le rapport final concernent la conception et l'emplacement de la commande de compensation de la gouverne de direction sur le 737-400, la coordination et la communication entre les pilotes pendant les phases de roulages et de décollages, la composition des équipages et la probabilité de survie en cas d'accident. Des recommandations de sécurité concernant ces différents problèmes ont été adressées à la Federal Aviation Administration (FAA) et à l'Autorité aéroportuaire de New York et du New Jersey.